# داريل سكوت (لاعب كرة قاعدة)
داريل سكوت (بالإنجليزية: Darryl Scott)‏ هو لاعب كرة قاعدة أمريكي، ولد في 6 أغسطس 1968 في فريسنو في الولايات المتحدة.

## وصلات خارجية
- داريل سكوت على موقع دوري كرة القاعدة الرئيسي (الإنجليزية)
- داريل سكوت على موقع الدوري الياباني لكرة القاعدة (الإنجليزية)
- داريل سكوت على موقعبيزبول رفرنس.كوم (الدوري الرئيسي) (الإنجليزية)
- داريل سكوت على موقعبيزبول رفرنس.كوم (الدوري الثانوي) (الإنجليزية)
- داريل سكوت على موقع إي إس بي إن.كوم (أم.أل.بي) (الإنجليزية)
- داريل سكوت على موقع مشجعي الرسوم البيانية (الإنجليزية)